# Досконала множина
Досконала множина — замкнута множина, що не має ізольованих точок, тобто така, що збігається з множиною своїх граничних точок, або своєю похідною множиною. Іншими словами множина досконала якщо вона замкнена і щільна в собі. Це визначення справедливе для топологічних просторів.

## Приклади
- Множина Кантора — ніде не щільна, досконала множина.
- Побудуємо сімейство досконалих ніде не щільних множин з додатною мірою. Кожна з цих множин (їх також називають канторовими), це множина точок, що залишаються на відрізку {\displaystyle [0;1]} після видалення з нього послідовності інтервалів. Нехай {\displaystyle \alpha } - довільне додатне число менше 1. Спочатку видалимо з {\displaystyle [0;1]} всі точки відкритого інтервалу {\displaystyle \left({\frac {1}{2}}-{\frac {1}{4}}\alpha ;{\frac {1}{2}}+{\frac {1}{4}}\alpha \right)} довжини {\displaystyle {\frac {\alpha }{2}}}. Із двох відрізків що залишились видалимо середні відкриті інтервали, довжина кожного з яких дорівнює {\displaystyle {\frac {\alpha }{8}}}. Потім з кожного з чотирьох відрізків що залишились видалимо середні відкриті інтервали довжиною {\displaystyle {\frac {\alpha }{32}}}. Після {\displaystyle n} кроків міра видалених інтервалів дорівнюватиме {\displaystyle \alpha \left({\frac {1}{2}}+{\frac {1}{4}}+\cdots +2^{-n}\right)}, тому міра сукупності видалених інтервалів після нескінченної послідовності видалень дорівнюватиме {\displaystyle \alpha }. Міра канторової множини, що залишилась, дорівнюватиме {\displaystyle 1-\alpha }. Побудовані таким чином множини є досконалими, ніде не щільними множинами додатньої міри.

## Властивості
- Кожна непорожня досконала множина в евклідовому просторі має потужність континуум.
- Множина точок конденсації довільної множини - досконала множина.
- Теорема Кантора-Бендиксона стверджує, що кожна множина дійсних чисел є об'єднанням досконалої множини своїх точок конденсації та зліченної множини. (Тут мається на увазі множина тих точок конденсації, що належать множині, досконалість цієї множини розуміється по відношенню до початкової множини).
- Теорема Девіса стверджує, що кожна незліченна множина дійсних чисел містить досконалу підмножину. Але ця теорема доведена у припущенні аксіоми детермінованості, що суперечить аксіомі вибору.